# Пиер Юник
Пиер Юник (на френски: Pierre Unik) е френски писател, журналист и сценарист.
Роден е на 5 януари 1909 година в Париж в семейство на имигранти от Полша и Нидерландия. През 1925 година се включва в кръга на сюрреалистите, а през 1927 година става член на Френската комунистическа партия, като по-късно е редактор на нейния вестник „Юманите“ и главен редактор на комунистическото списание „Регар“. Мобилизиран в началото на Втората световна война, той прекарва по-голямата част от нея като германски военнопленник.
На 13 февруари 1945 година Пиер Юник бяга от военнопленнически лагер в Чехословакия, след което изчезва безследно. Смята се, че умира няколко дни по-късно, на 27 февруари, край Мала Упа.